# Rushmere (Suffolk)
Rushmere is een plaats en civil parish in het bestuurlijke gebied East Suffolk, in het Engelse graafschap Suffolk met 75 inwoners.